# Guillaume-François Rouelle

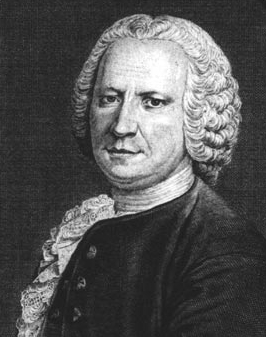
Guillaume-François Rouelle

Guillaume-François Rouelle (* 15. September 1703 in Mathieu; † 3. August 1770 in Passy) war ein französischer Chemiker.

## Leben
Der Sohn des Jacques Rouelle und dessen Frau Marie Bougon war in gutgestellten ländlichen Familienverhältnissen aufgewachsen und soll bereits in frühster Kindheit eine große Neugierde entwickelt haben. Diese Neugierde weckte in ihm den Drang, sich ständig weiterzuentwickeln. Sein jüngerer Bruder war Hilaire-Marin Rouelle und ebenfalls Chemiker. Nach einer Ausbildung am Collège du Bois in Caen begann er anschließend ein Studium an der Universität Caen. Hier hatte er sich an der medizinischen Fakultät vor allem der Chemie gewidmet.
Seine Studien setzte er in Paris fort. Er trat 1730 in das frühere Labor von Nicolas Lémery ein und arbeitete unter dem aus Deutschland stammenden Apotheker Johann Gottlob Spitzley (1690–1750). Das Laboratorium lag in der Rue Saint-André-des-Arts. Hier war er sieben Jahre tätig.
Später, ab dem Jahre 1737, ließ er sich als Apotheker nieder und richtete sich ein eigenes Forschungslaboratorium am Place Maubert ein. Durch seine Versuche und Vorträge hatte er sich solches Ansehen erworben, dass er u. a. durch die Empfehlung von Georges-Louis Leclerc de Buffon 1743 zum Demonstrator, démonstrateur  für Chemie im Jardin du Roi ernannt wurde. Nach dem Tode des Chemikers Gilles-François Boulduc (1675–1741) war diese Position vakant.
Dort im Jardin des Plantes wurde ein genauer Unterschied zwischen Lehrenden, im Sinne des eigentlich „Vorlesenden“, so durch den Professor Louis-Claude Bourdelin (1696–1777), und dem Demonstrierenden, im Sinne des „Zeigenden“, durch eben Guillaume-François Rouelle, getroffen oder institutionalisiert.
In einem Bericht aus der Correspondance littéraire vom August 1770 wurde dieser Sachverhalt wiedergegeben; hatte Louis-Claude Bourdelin seine Vorlesung beendet, so schloss er mit der Wendung:

„[…] Comme monsieur le démonstrateur va vous le prouver par ses expériences[…]“

„[…] Comme monsieur...Wie Ihnen der Herr Demonstrator durch seine Experimente beweisen wird.“

Hingegen eröffnete Rouelle seine Demonstration bzw. Experimente mit folgenden Worten:

„[…] Messieurs, tout ce que monsieur le professeur vient de vous dire est absurde et faux, comme je vais vous le prouver.[…]“

„[…] Meine Herren, alles was der Herr Professor gesagt hat, ist absurd und falsch, wie ich es Ihnen sogleich beweisen werde.“

Seine Kurse, Demonstrationen und Vorträge wurden von zahlreichen Mitgliedern der intellektuellen Elite besucht, darunter Denis Diderot, Paul Henri Thiry d’Holbach, Antoine Laurent de Lavoisier und Antoine Parmentier. Am 6. Mai 1744 wurde Rouelle in die Académie royale des sciences zum Chemie-Adjunkten, adjoint-chimiste berufen, dessen assoziiertes Mitglied er dann ab dem Jahre 1752 wurde. Das Jahr 1746 war mit einem Umzug seines Laboratoriums in die Rue Jacob, an der Ecke der Rue des Deux-Anges verbunden, wo er seine bisherigen Tätigkeiten fortsetzte. Auch stellte er einen Antrag zur Aufnahme in die Gemeinschaft der Apotheker von Paris, communauté des apothicaires de Paris. Er lehnte die Position des ersten Apothekers, premier apothicaire  von Ludwig XV. ab, stattdessen übernahm er die Aufgabe des Generalinspekteurs der Pharmazie, inspecteur général de la pharmacie am Hôtel-Dieu. Rouelle war mit Anne Mondon verheiratet, sie hatten insgesamt zwölf Kinder. Ihre Tochter Françoise-Julie Rouelle (ca. 1752–1788) heiratete 1771 den Chemiker Jean Darcet (1724–1801).
1768 legte er seinen Lehrstuhl nieder. Er war unter anderem Mitglied der Akademie gemeinnütziger Wissenschaften zu Erfurt und der Königlich Schwedischen Akademie der Wissenschaften.

## Wirken
Rouelle ist als Wegbereiter der modernen Chemie in Frankreich anzusehen. Durch seine Vorlesungen bildete er die besten Chemiker, die in Frankreich am Ende des 18. Jahrhunderts wirkten, aus. So war zum Beispiel Antoine Laurent de Lavoisier ab 1761 einer seiner Schüler. Aber auch Denis Diderot hörte in der Zeit von 1754 bis 1757 regelmäßig seine Vorlesungen im Jardin du Roi. Ein weiterer Enzyklopädist Paul Henri Thiry d’Holbach setzte sich fast zur gleichen Zeit mit den Inhalten seiner Vorlesungen und der Chemie auseinander.
Durch die Destillation von Zinnchlorid und Weingeist entdeckte er 1759 den leichten Salzäther (Chlorwasserstoffäther), untersuchte weinsteinsaure Salze und die Auswirkungen der Schwefelsäure (H2SO4) auf Fette und ätherische Öle. Durch seine Forschungen konnte er den Begriff des Salzes exakter definieren, wobei er diese in neutrale, saure und basische Salze unterteilte. Er benutzte bereits 1754 den Begriff Base als Gegensatz von Säure.
Er entwickelte eine allgemeine Theorie der Salze, dafür teilte er die neutralen Salze in zwei große Klassen ein, in Abhängigkeit von den verschiedenen Mengen an Wasser, welches nötig war um sie in Lösung zu bringen. Diese Hauptklassen wurden nun weiter unterteilt; später kamen weitere Methoden zur Einteilung etwa der Form der Kristalle, die Art und Weise ihrer Bildung u. a. m. hinzu. Letztlich mündete das Schema in zwei Hauptklassen, unterteilt in sechs Unterklassen und in dann nach den Säure- und Baseresten, welche sie jeweils enthielten.
Rouelle war ein Anhänger der Phlogistontheorie von Georg Ernst Stahl, dessen Überlegungen er teilte. Dennoch erfährt der Phlogiston-Begriff von Stahl und Johann Juncker durch Rouelle eine Neubewertung.
Für Rouelle war das Phlogiston einzig ein „Feuerstoff“ und nicht wie in der Betrachtung von Stahl ein Aspekt der „Erde“ oder des „irdenen“ der terra pinguis oder fettige Erde, sie entsprach der öligen Flüssigkeit der Alchemisten, die den Substanzen ölige, schweflige und brennbare Eigenschaft verliehe.

## Schriften (Auswahl)
- Memoire sur les Sels neutres, Dans lequel on propose une division méthodique de ces Sels, qui facilite les moyens pour parvenir à la théorie de leur crystallisation. In: Histoire de l’Acadêmie Royale des Sciences. Paris 1744, S. 353–364 (online).
- Sur le Sel marin (Premiere partie.) De la crystallisation du Sel marin. In: Histoire de l’Acadêmie Royale des Sciences. Paris 1745, S. 57–79 (online).
- Sur L’inflammation de l’huile de Térébinthine, par l’acide nitreux pur, suivant le procédé de Borrichius; Et sur l’inflammation de plusieurs huiles essentielles, & par expression avec le méme acide, & conjointement avec l’acide vitriolique. In: Histoire de l’Acadêmie Royale des Sciences. Paris 1747, S. 34–56 (online).
- Sur les Embaumemens des Egyptiens, Premier Mémoire, Dans lequel on fait voir que les fondemens de l’art des Embaumemens égyptiens sont en partie contenus dans la description, qu'en a donné Hérodote, & où l’on détermine quelles sont matières qu’on employoit dans ces Embaumemens. In: Histoire de l’Acadêmie Royale des Sciences. Paris 1750, S. 123–150 (online).
- Mémoire sur les Sels neutres, Dans lequel on fait connoitre deux nouvelles classes de Sels neutres, & l’on développe le phénomène singulier de l’excès d’acide dans ces sels.  In: Histoire de l’Académie Royale des Sciences. Paris 1754, S. 572–588 (online).